# شارع الجمهورية (بغداد)

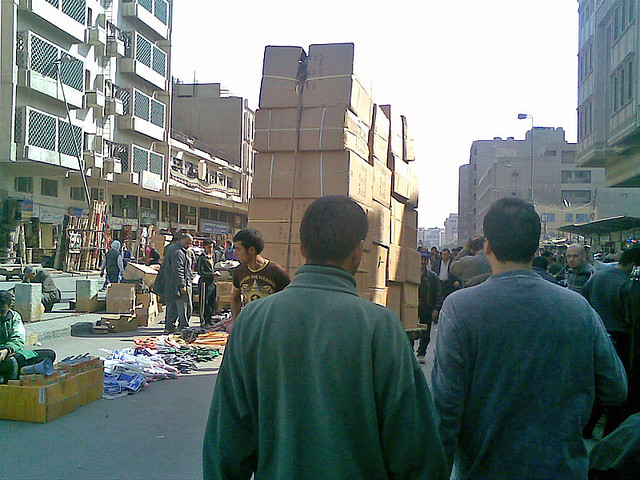
شارع الجمهورية

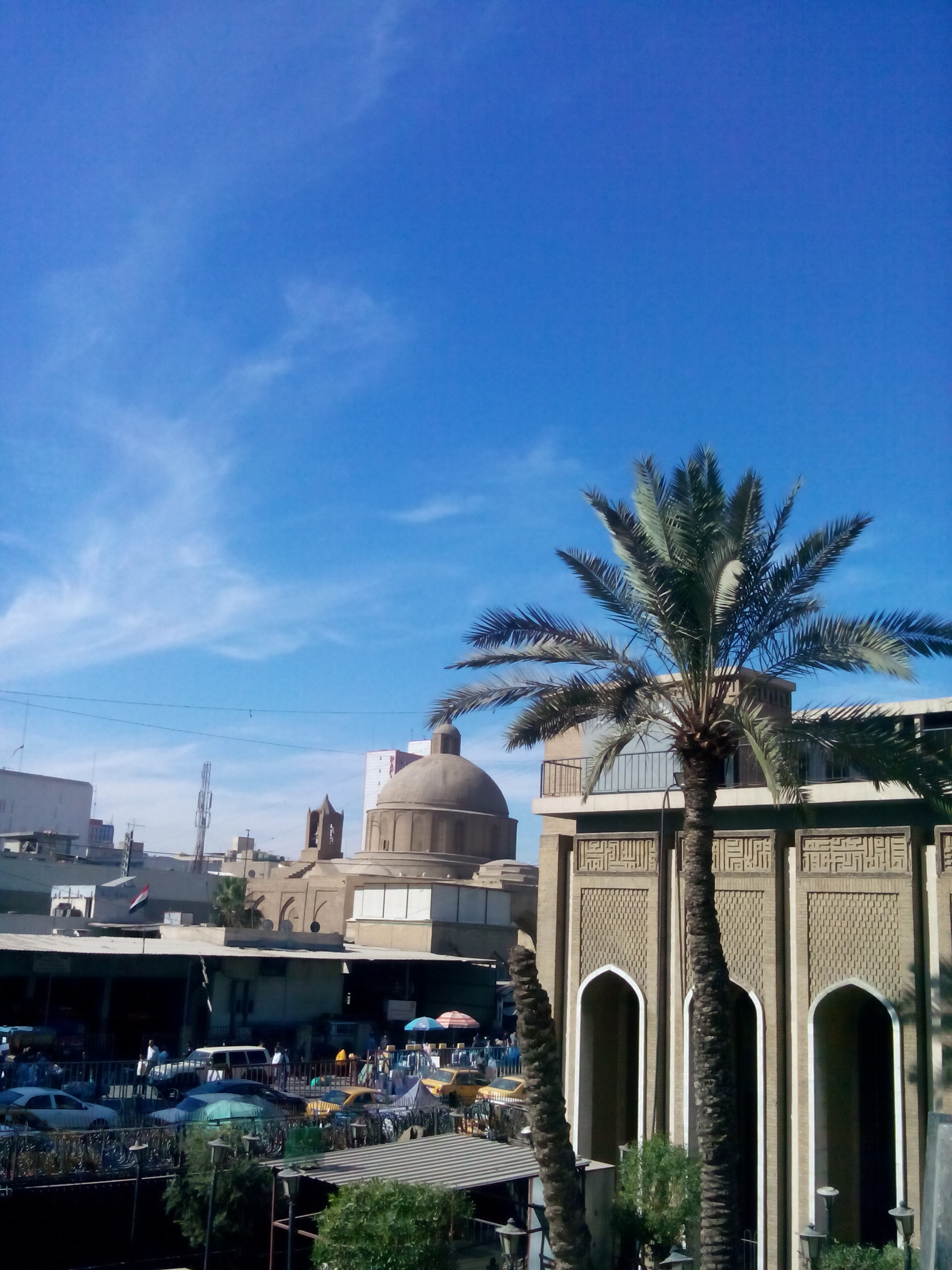
شارع الجمهورية وتظهر في الوسط قبة كنيسة أم الأحزان للكلدان في الشورجة ويظهر جزء من مبنى جامع الخلفاء على يمين الصورة وبينهما شارع الجمهورية 2017

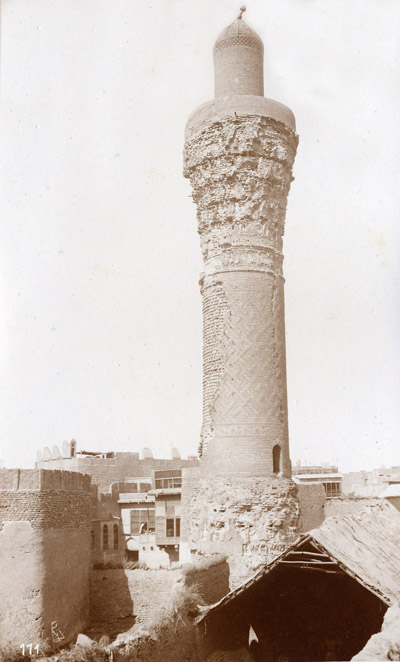
منارة ومئذنة جامع الخلفاء كما صورها مصور ألماني خلال زيارته للعراق عام 1911م، وهي أقدم منارة باقية في بغداد وتقع في سوق الغزل بوسط شارع الجمهورية، حيث أن المنارة الظاهرة في الصورة قد بناها ابن هولاكو خلال القرن الثالث عشر ميلادي بعد أن كانت قد تدمرت عند دخول جيش المغول بغداد

شارع الجمهورية وهو شارع قديم يقع في وسط بغداد، يبدأ من ساحة الخلاني وينتهي بمنطقة باب المعظم وبطول 2,600 متر، ويمر بشكل موازي لشارع الرشيد. ولقد بدأت أعمال هدم المنازل والمباني لشق الطريق في عام 1957 ثم أفتتح في عام 1959 وسمي بشارع الجمهورية، ويظم الشارع عدة أسواق منها سوق الشورجة وينتهي بشارع الكفاح وفيه الكثير من محلات بغداد العريقة ومنها محلة الميدان ومحلة العطارين ومحلة التمارة ومحلة سوق الغزل التي تباع فيها الحيوانات والطيور، وعلى جانبيه تقع عدة مساجد من مساجد بغداد التأريخية، ومنها جامع المصرف وجامع علي أفندي وجامع الخلفاء الذي يعود تأريخه لزمن الدولة العباسية، وترتفع مئذنته التاريخية في وسط ساحة سوق الغزل، وهي من معالم بغداد التراثية.